# لومي (سويسرا)
لومي (بالألمانية: Lommis) هي بلدية سويسرية تتبع لمقاطعة مونكفيلن في كانتون تورغاو. تبلغ مساحتها 8.6 كيلومتر مربع، ويقدر عدد سكانها بـ 1226 نسمة (حسب تعداد ديسمبر 2015).